# Фіш (Сааргау)
Фіш (нім. Fisch) — громада в Німеччині, розташована в землі Рейнланд-Пфальц. Входить до складу району Трір-Саарбург. Складова частина об'єднання громад Саарбург.
Площа — 6,88 км2. Населення становить 414 ос. (станом на 31 грудня 2020).